# رگ خواب (آلبوم همایون شجریان)
رگ خواب آلبومی با خوانندگی همایون شجریان و آهنگسازی سهراب پورناظری است.
این آلبوم در تاریخ ۲۵ اسفند ۱۳۹۵ در ایران توسط مؤسسه آفرینش هنر بارانا منتشر شده است. آلبوم رگ خواب، شامل موسیقی متن فیلم رگ خواب به کارگردانی حمید نعمت‌الله می‌باشد. این اثر را ارکستر موسیقی فیلم SIF بلغارستان اجرا کرده است.

## آهنگ‌ها
- ۱: آهای خبردار ۴:۲۸
- ۲، ۷، ۸، ۹ و ۱۰، ۱۱، ۱۲: موسیقی متن
- ۳: رها کن ۱:۳۵
- ۴: رگ خواب ۲:۳۹
- ۵: گریه می‌آید مرا ۸:۱۳
- ۶: ابر می‌بارد ۴:۰۵

## گروه موسیقی
- تک‌نوازان:
  - سه تار: تهمورس پورناظری
  - کمانچه: سهراب پورناظری
  - پیانو: هشیار خیام
  - ویلن: بردیا کیارس
  - ویولنسل: شین کارلسکو
- هم‌نوازان:
  - نی: پاشا هنجنی
  - سنتور: مهیار طریحی
  - تار: میلاد محمدی
  - گیتاربیس: آرین کشیشی
  - گیتار الکتریک: عادل روح‌نواز
  - درامز: امیرمیلاد نیک‌زاد
  - پیانو: رضا صادقی
- تنظیم کننده:
  - آهنگ‌های ۱ ۲، ۴، ۶، ۷ و ۸: دیوید گارنر
  - آهنگ ۳: آرین کشیشی
  - آهنگ ۵: بردیا کیارس